# Tojeiro Jaguar
La Tojeiro Jaguar è una vettura da competizione realizzata nel 1959 dalla Tojeiro.

## Sviluppo
Nel 1956 e 1957 il team Ecurie Ecosse aveva partecipato alla 24 Ore di Le Mans con le Jaguar D-Type, ottenendo ottimi risultati. Nel 1958 però la FIA introdusse un nuovo regolamento per quanto riguardava la meccanica delle vetture, e ciò indusse la squadra a rivolgersi all'ingegnere John Tojeiro per realizzare una vettura competitiva che fosse a norma.

## Tecnica
Come base vennero riutilizzate le Jaguar D-Type del team, che vennero dotate di una nuova carrozzeria aerodinamica disegnata dai designer Williams e Pritchard . Al di sotto di essa, trovava spazio un telaio tubolare in acciaio con doppi bracci trasversali nella parte anteriore e un asse posteriore DeDion. Il propulsore era una versione ingrandita del Jaguar XK 2.4 progettato da Wilkie Wilkinson. Esso era dotato di tre carburatori Weber.

## Attività sportiva
La vettura, dopo i test preliminari, venne schierata alla 24 Ore affidata all'equipaggio Ron Flockhart e Jock Lawrence. Nonostante un buon inizio, la vettura fu costretta al ritiro per noie al motore durante l'undicesima ora di gara. Visto il fallimento, venne sostituito il propulsore con un modello 3.4 e, affidata ai piloti Masten Gregory e Jim Clark, venne iscritta al Tourist Trophy. La vettura, anche questa volta non concluse la gara, a causa di un incidente avvenuto alla  Woodcote Corner. Si tratto dell'ultima corsa ufficiale disputata dalla vettura.